# John Derek
John Derek (Derek Delevan Harris) (Hollywood, Kalifornia, 1926. augusztus 12. – Santa Monica, Kalifornia, 1998. május 22.) amerikai színész, rendező, producer, író, operatőr.

## Magánélete
1951–1957 között Pati Behrs volt a felesége. Ebből a házasságból két gyermeke született. Második felesége Ursula Andress színésznő volt, akivel 1957–1966 között élt együtt. Két évvel később, 1968-ban harmadszor is megnősült, ekkor Linda Ewanst vette el. Vele hat évig, 1974-ig élt együtt. Utolsó felesége, Bo Derek haláláig vele élt (1976–1998)

## Filmjei

### Színészként
- Látni foglak (1945)
- Kopogj bármelyik ajtón (1949)
- Kettős élet (1947)
- A király összes embere (1949)
- Mask of the Avenger (1951)
- Scandal Sheet (1952)
- Küldetés Korea fölött (1953)
- Hadzsi Baba kalandjai (1954)
- A játékosok fejedelme (1955)
- Run for Cover (1955)
- A bőrszent (1956)
- Tízparancsolat (1956)
- Omár Hájjám (1957)
- Aranycsapda (1958)
- A Volga foglya (1960)
- Exodus (1960)
- Nappali rémálom (1963) (rendező is).

### Rendezőként
- Mielőtt meghalok (1966)
- Egy fiú, egy leány (1969) (operatőr is)
- Gyerekes dolgok (1969)
- Egyszer volt, hol nem volt (1969)
- Tarzan, a majomember (1981) (operatőr is)
- Boleró (1984)
- Szellemképtelenség (1990) (forgatókönyvíró, operatőr is)

## További információ
- John Derek a PORT.hu-n (magyarul)
- John Derek az Internetes Szinkronadatbázisban (magyarul)
- John Derek az Internet Movie Database-ben (angolul)
- John Derek a Rotten Tomatoeson (angolul)